# Strontiumsulfat
Strontiumsulfat ist eine chemische Verbindung aus der Gruppe der Strontiumverbindungen und Sulfate.

## Vorkommen
Natürlich kommt Strontiumsulfat in Form des Minerals Coelestin und im Skelett der Strahlentierchen von Arten der Acantharia vor.

## Gewinnung und Darstellung
Strontiumsulfat kann durch Fällung von Sulfaten (wie zum Beispiel Natriumsulfat, Calciumsulfat) in Strontiumhydroxid oder einer Strontiumchloridlösung hergestellt werden.
{\displaystyle \mathrm {Sr(OH)_{2}+Na_{2}SO_{4}\rightarrow SrSO_{4}\downarrow +2\ NaOH} }

## Eigenschaften

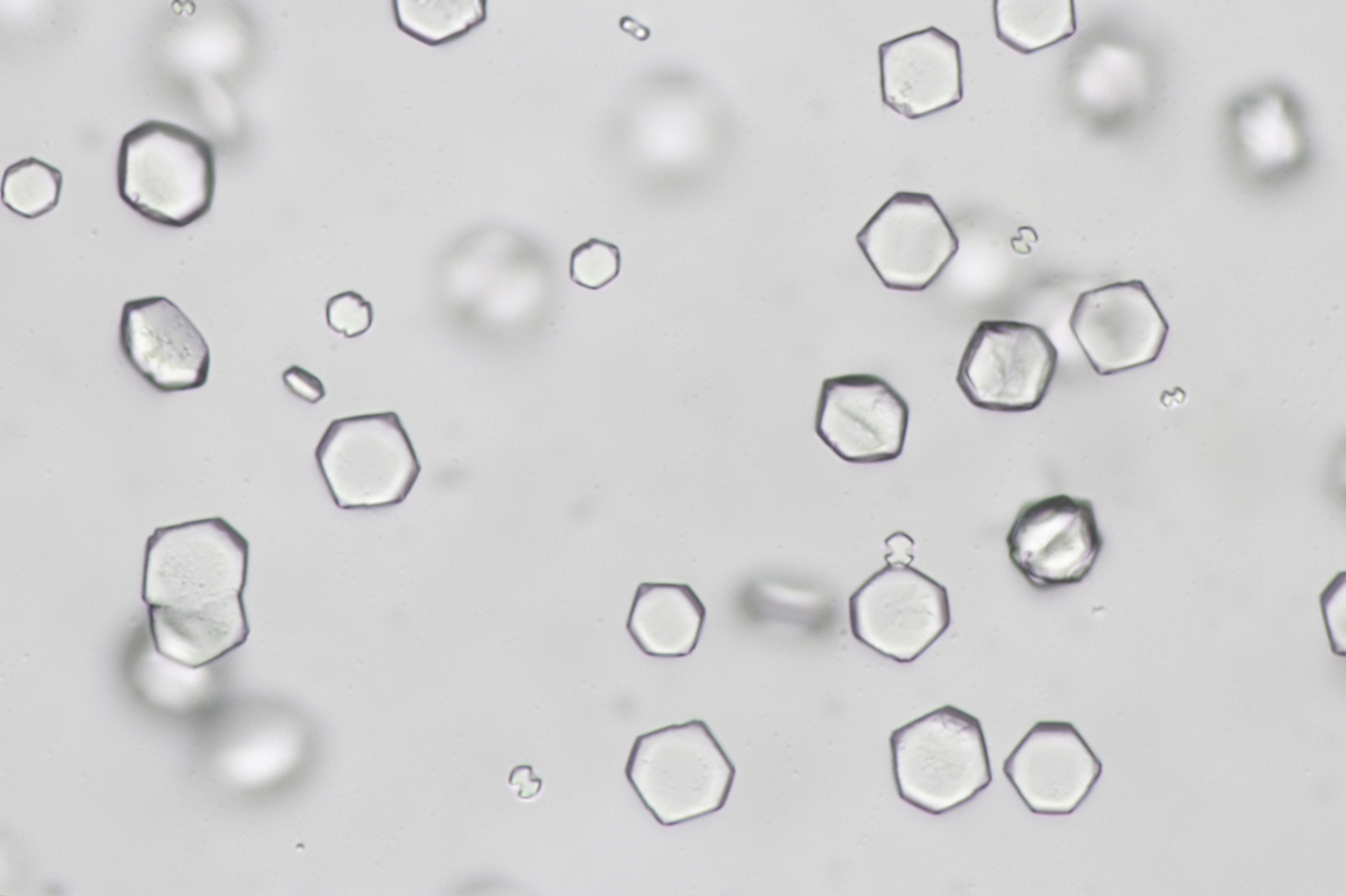
Strontiumsulfat, mikroskopisch, gefällt aus Strontiumchlorid mittels Schwefelsäure

Strontiumsulfat ist ein weißer, nicht brennbarer Feststoff. Er zersetzt sich bei einer höheren Temperatur als 1580 °C.
{\displaystyle \mathrm {SrSO_{4}\rightarrow SrO+SO_{2}\uparrow +\ O_{2}\uparrow } }
Es besitzt eine orthorhombische Kristallstruktur ähnlich der von Bariumsulfat (siehe dazu Coelestin).

## Verwendung
Strontiumsulfat wird in der Pyrotechnik (rote Flammenfärbung), der Analytik und als Pigment (Strontiumweiß) verwendet. Es dient weiterhin der Herstellung von Strontium (ausgehend vom Mineral) sowie anderer Strontiumverbindungen und wird als Bestandteil von Keramiken eingesetzt.